# كاني ماسي، قورة تو
قرية كاني ماسي (بالكردية: کانی ماسی)‏ هي إحدى قرى ناحية قورة تو في قضاء خانقين ضمن الحدود الإدارية لمحافظة السليمانية لأنها ضمن مناطق إدارة كرميان في إقليم كردستان العراق.